# 地源熱泵系統
地源热泵系统是以岩土体、地下水或地表水为低温热源，由水源热泵机组、地热能交换系统、建筑物内系统组成的供热空调系统。根据地热能交换系统形式的不同，地源热泵系统分为地埋管地源热泵系统、地下水地源热泵系统和地表水地源热泵系统。它們均使用大地作为热源（冬季）或散热器（夏季）。
地源热泵可利用地下水、江河湖水、水库水、海水、城市中水、工业尾水、坑道水等各类水资源以及土壤源作为地源热泵的冷、热源。

## 组成部分
地源热泵供暖空调系统主要分三部分：室外地源换热系统、地源热泵主机系统和室内末端系统。

## 参阅
- 太阳能空调

## 延伸閱讀
徐偉. . 中国建筑工业出版社. 2011. ISBN 978-7-11212-858-7.